# Wahlkreis Neapel – Fuorigrotta (Camera dei deputati)
Der Wahlkreis Neapel – Fuorigrotta war von 1993 bis 2007 und ist seit 2017 wieder ein Wahlkreis (italienisch collegio elettorale) für die Wahl der Abgeordnetenkammer.

## Von 1993 bis 2005

### Wahlkreisgebiet
Der Wahlkreis umfasste den Teil der Gemeinde Neapel, der aus Stadtviertel Bagnoli und Fuorigrotta bestand.

### Wahlergebnisse

#### Parlamentswahl 1994

##### Direktstimmen
| Kandidaten               | Kandidaten                | Parteien                                          | Stimmen | %    |
| ------------------------ | ------------------------- | ------------------------------------------------- | ------- | ---- |
|                          | Giorgio Napolitanogewählt | Progressisti                                      | 37.214  | 53,0 |
|                          | Angelo Tramontano         | Polo del Buon Governo (FI – AN – CCD – UdC – PLD) | 25.819  | 36,8 |
|                          | Vittorio Pellegrino       | Patto per l’Italia                                | 4.409   | 6,3  |
|                          | Giorgio Martucci          | Lista Marco Pannella – Riformatori                | 2.740   | 3,9  |
| Gesamt                   | Gesamt                    | Gesamt                                            | 70.182  | 100  |
|                          |                           |                                                   |         |      |
| Ungültige Stimmen        | Ungültige Stimmen         | Ungültige Stimmen                                 | 3.868   | 5,2  |
| Wähler                   | Wähler                    | Wähler                                            | 74.050  | 77,9 |
| Wahlberechtigte          | Wahlberechtigte           | Wahlberechtigte                                   | 95.092  |      |
|                          |                           |                                                   |         |      |
| Quelle: Innenministerium |                           |                                                   |         |      |

##### Listenstimmen
| Parteien                             | Parteien                      | Parteien                           | Stimmen | %    |
| ------------------------------------ | ----------------------------- | ---------------------------------- | ------- | ---- |
|                                      | Progressisti                  | Partito Democratico della Sinistra | 24.455  | 34,7 |
| Partito della Rifondazione Comunista | Progressisti                  | 4.975                              | 7,1     |      |
| Federazione dei Verdi                | Progressisti                  | 3.761                              | 5,3     |      |
| La Rete                              | Progressisti                  | 767                                | 1,1     |      |
| Alleanza Democratica                 | Progressisti                  | 736                                | 1,0     |      |
| Partito Socialista Italiano          | Progressisti                  | 713                                | 1,0     |      |
| Rinascita Socialista                 | Progressisti                  | 195                                | 0,3     |      |
| ↳ Gesamt                             | Progressisti                  | 35.602                             | 50,6    |      |
|                                      | Polo del Buon Governo         | Alleanza Nazionale                 | 13.606  | 19,3 |
| Forza Italia                         | Polo del Buon Governo         | 11.336                             | 16,1    |      |
| ↳ Gesamt                             | Polo del Buon Governo         | 24.942                             | 35,4    |      |
|                                      | Patto per l’Italia            | Partito Popolare Italiano          | 2.773   | 3,9  |
| Patto Segni                          | Patto per l’Italia            | 2.648                              | 3,8     |      |
| ↳ Gesamt                             | Patto per l’Italia            | 5.421                              | 7,7     |      |
|                                      | Lista Marco Pannella          | Lista Marco Pannella               | 2.891   | 4,1  |
|                                      | Programma Italia              | Programma Italia                   | 1.012   | 1,4  |
|                                      | Alleanza Meridionale          | Alleanza Meridionale               | 206     | 0,3  |
|                                      | L’Arca                        | L’Arca                             | 169     | 0,2  |
|                                      | Unione Cristiani e Riformisti | Unione Cristiani e Riformisti      | 119     | 0,2  |
|                                      | Democrazia e Rinnovamento     | Democrazia e Rinnovamento          | 49      | 0,1  |
| Gesamt                               | Gesamt                        | Gesamt                             | 70.411  | 100  |
|                                      |                               |                                    |         |      |
| Ungültige Stimmen                    | Ungültige Stimmen             | Ungültige Stimmen                  | 3.637   | 4,9  |
| Wähler                               | Wähler                        | Wähler                             | 74.048  | 77,9 |
| Wahlberechtigte                      | Wahlberechtigte               | Wahlberechtigte                    | 95.092  |      |
|                                      |                               |                                    |         |      |
| Quelle: Innenministerium             |                               |                                    |         |      |

#### Parlamentswahl 1996

##### Direktstimmen
| Kandidaten               | Kandidaten                  | Parteien            | Stimmen | %    |
| ------------------------ | --------------------------- | ------------------- | ------- | ---- |
|                          | Rosa Russo Jervolinogewählt | L’Ulivo             | 38.581  | 58,9 |
|                          | Domenico Falco              | Polo per le Libertà | 26.930  | 41,1 |
| Gesamt                   | Gesamt                      | Gesamt              | 65.511  | 100  |
|                          |                             |                     |         |      |
| Ungültige Stimmen        | Ungültige Stimmen           | Ungültige Stimmen   | 4.447   | 6,4  |
| Wähler                   | Wähler                      | Wähler              | 69.958  | 74,6 |
| Wahlberechtigte          | Wahlberechtigte             | Wahlberechtigte     | 93.732  |      |
|                          |                             |                     |         |      |
| Quelle: Innenministerium |                             |                     |         |      |

##### Listenstimmen
| Parteien                                          | Parteien                             | Parteien                             | Stimmen | %    |
| ------------------------------------------------- | ------------------------------------ | ------------------------------------ | ------- | ---- |
|                                                   | L’Ulivo                              | Partito Democratico della Sinistra   | 20.175  | 30,4 |
| Popolari per Prodi (PPI – SVP – PRI – UD – Prodi) | L’Ulivo                              | 3.346                                | 5,0     |      |
| Federazione dei Verdi                             | L’Ulivo                              | 3.071                                | 4,6     |      |
| Rinnovamento Italiano                             | L’Ulivo                              | 2.263                                | 3,4     |      |
| ↳ Gesamt                                          | L’Ulivo                              | 28.855                               | 43,5    |      |
|                                                   | Polo per le Libertà                  | Alleanza Nazionale                   | 12.936  | 19,5 |
| Forza Italia                                      | Polo per le Libertà                  | 12.012                               | 18,1    |      |
| CCD – CDU                                         | Polo per le Libertà                  | 1.751                                | 2,6     |      |
| ↳ Gesamt                                          | Polo per le Libertà                  | 26.699                               | 40,2    |      |
|                                                   | Partito della Rifondazione Comunista | Partito della Rifondazione Comunista | 8.510   | 12,8 |
|                                                   | Lista Pannella – Sgarbi              | Lista Pannella – Sgarbi              | 1.096   | 1,7  |
|                                                   | Fiamma Tricolore                     | Fiamma Tricolore                     | 642     | 1,0  |
|                                                   | Partito Socialista                   | Partito Socialista                   | 361     | 0,5  |
|                                                   | Democrazia Sociale                   | Democrazia Sociale                   | 132     | 0,2  |
|                                                   | Sviluppo e Legalità                  | Sviluppo e Legalità                  | 85      | 0,1  |
| Gesamt                                            | Gesamt                               | Gesamt                               | 66.380  | 100  |
|                                                   |                                      |                                      |         |      |
| Ungültige Stimmen                                 | Ungültige Stimmen                    | Ungültige Stimmen                    | 3.580   | 5,1  |
| Wähler                                            | Wähler                               | Wähler                               | 69.960  | 74,6 |
| Wahlberechtigte                                   | Wahlberechtigte                      | Wahlberechtigte                      | 93.732  |      |
|                                                   |                                      |                                      |         |      |
| Quelle: Innenministerium                          |                                      |                                      |         |      |

#### Parlamentswahl 2001

##### Direktstimmen
| Kandidaten               | Kandidaten            | Parteien           | Stimmen | %    |
| ------------------------ | --------------------- | ------------------ | ------- | ---- |
|                          | Gerardo Biancogewählt | L’Ulivo            | 30.628  | 54,3 |
|                          | Elio Bellecca         | Casa delle Libertà | 21.606  | 38,3 |
|                          | Mario Aita            | Lista Di Pietro    | 2.539   | 4,5  |
|                          | Paolo Prete           | Lista Emma Bonino  | 1.651   | 2,9  |
| Gesamt                   | Gesamt                | Gesamt             | 56.424  | 100  |
|                          |                       |                    |         |      |
| Ungültige Stimmen        | Ungültige Stimmen     | Ungültige Stimmen  | 5.668   | 9,1  |
| Wähler                   | Wähler                | Wähler             | 62.092  | 69,1 |
| Wahlberechtigte          | Wahlberechtigte       | Wahlberechtigte    | 89.866  |      |
|                          |                       |                    |         |      |
| Quelle: Innenministerium |                       |                    |         |      |

##### Listenstimmen
| Parteien                               | Parteien                             | Parteien                             | Stimmen | %    |
| -------------------------------------- | ------------------------------------ | ------------------------------------ | ------- | ---- |
|                                        | L’Ulivo                              | Democratici di Sinistra              | 15.342  | 27,0 |
| La Margherita (Dem – PPI – RI – Udeur) | L’Ulivo                              | 5.049                                | 8,9     |      |
| Il Girasole (FdV – SDI)                | L’Ulivo                              | 2.984                                | 5,2     |      |
| Partito dei Comunisti Italiani         | L’Ulivo                              | 1.588                                | 2,8     |      |
| ↳ Gesamt                               | L’Ulivo                              | 24.963                               | 43,9    |      |
|                                        | Casa delle Libertà                   | Forza Italia                         | 14.409  | 25,3 |
| Alleanza Nazionale                     | Casa delle Libertà                   | 7.939                                | 14,0    |      |
| CCD – CDU                              | Casa delle Libertà                   | 977                                  | 1,7     |      |
| Nuovo PSI                              | Casa delle Libertà                   | 426                                  | 0,7     |      |
| ↳ Gesamt                               | Casa delle Libertà                   | 23.751                               | 41,7    |      |
|                                        | Partito della Rifondazione Comunista | Partito della Rifondazione Comunista | 3.872   | 6,8  |
|                                        | Lista Di Pietro                      | Lista Di Pietro                      | 2.122   | 3,7  |
|                                        | Lista Emma Bonino                    | Lista Emma Bonino                    | 1.023   | 1,8  |
|                                        | Democrazia Europea                   | Democrazia Europea                   | 684     | 1,2  |
|                                        | Fiamma Tricolore                     | Fiamma Tricolore                     | 268     | 0,5  |
|                                        | Forza Nuova                          | Forza Nuova                          | 102     | 0,2  |
|                                        | Paese Nuovo                          | Paese Nuovo                          | 69      | 0,1  |
|                                        | Abolizione Scorporo                  | Abolizione Scorporo                  | 36      | 0,1  |
| Gesamt                                 | Gesamt                               | Gesamt                               | 56.890  | 100  |
|                                        |                                      |                                      |         |      |
| Ungültige Stimmen                      | Ungültige Stimmen                    | Ungültige Stimmen                    | 5.201   | 8,4  |
| Wähler                                 | Wähler                               | Wähler                               | 62.091  | 69,1 |
| Wahlberechtigte                        | Wahlberechtigte                      | Wahlberechtigte                      | 89.866  |      |
|                                        |                                      |                                      |         |      |
| Quelle: Innenministerium               |                                      |                                      |         |      |

## Von 2017 bis 2020

### Wahlkreisgebiet
Der Wahlkreis umfasste den Teil der Gemeinde Neapel, der aus folgenden Stadtviertel bestand: Bagnoli, Fuorigrotta, Soccavo, Pianura und Chiaiano.

### Wahlergebnisse

#### Parlamentswahl 2018
| Kandidaten               | Kandidaten          | Stimmen | %    | Listen                                      | Stimmen | %    |
| ------------------------ | ------------------- | ------- | ---- | ------------------------------------------- | ------- | ---- |
|                          | Roberto Ficogewählt | 61.819  | 57,6 | Movimento 5 Stelle                          | 61.819  | 57,6 |
|                          | Marta Schifone      | 21.651  | 20,2 | Forza Italia                                | 15.136  | 14,1 |
| Fratelli d’Italia        | Marta Schifone      | 21.651  | 20,2 | 3.029                                       | 2,8     |      |
| Lega                     | Marta Schifone      | 21.651  | 20,2 | 2.707                                       | 2,5     |      |
| Noi con l’Italia – UDC   | Marta Schifone      | 21.651  | 20,2 | 779                                         | 0,7     |      |
|                          | Daniela Iaconis     | 15.779  | 14,7 | Partito Democratico                         | 13.801  | 12,9 |
| +Europa                  | Daniela Iaconis     | 15.779  | 14,7 | 1.229                                       | 1,1     |      |
| Civica Popolare          | Daniela Iaconis     | 15.779  | 14,7 | 412                                         | 0,4     |      |
| Italia Europa Insieme    | Daniela Iaconis     | 15.779  | 14,7 | 337                                         | 0,3     |      |
|                          | Salvatore Cosentino | 3.391   | 3,2  | Potere al Popolo!                           | 3.391   | 3,2  |
|                          | Aldo Amoretti       | 3.068   | 2,9  | Liberi e Uguali                             | 3.068   | 2,9  |
|                          | Maurizio Colonna    | 651     | 0,6  | Il Popolo della Famiglia                    | 651     | 0,6  |
|                          | Giuseppe Savuto     | 470     | 0,4  | CasaPound Italia                            | 470     | 0,4  |
|                          | Pierluigi Cappetta  | 293     | 0,3  | Italia agli Italiani (FT – FN)              | 293     | 0,3  |
|                          | Emilio Di Lorenzo   | 148     | 0,1  | Per una Sinistra Rivoluzionaria (SCR – PCL) | 148     | 0,1  |
|                          | Nunzio Travino      | 99      | 0,1  | Partito Repubblicano Italiano – ALA         | 99      | 0,1  |
| Gesamt                   | Gesamt              | 107.369 | 100  |                                             | 107.369 | 100  |
|                          |                     |         |      |                                             |         |      |
| Ungültige Stimmen        | Ungültige Stimmen   | 2.307   | 2,1  |                                             |         |      |
| Wähler                   | Wähler              | 109.676 | 62,1 |                                             |         |      |
| Wahlberechtigte          | Wahlberechtigte     | 176.625 |      |                                             |         |      |
|                          |                     |         |      |                                             |         |      |
| Quelle: Innenministerium |                     |         |      |                                             |         |      |

## Seit 2020

### Wahlkreisgebiet
| Wahlkreise – Camera dei deputati – Kampanien | Wahlkreise – Camera dei deputati – Kampanien | Wahlkreise – Camera dei deputati – Kampanien |
| Provinz                                      | Provinz                                      | Gemeinden nach Provinzen ⮞ Wahlkreis |
| -------------------------------------------- | -------------------------------------------- | --- |
|                                              | Metropolitanstadt Neapel (92 Gemeinden)      | Teil Neapels ⮞ Wahlkreis Neapel – Fuorigrotta Teil Neapels ⮞ Wahlkreis Neapel – San Carlo all’Arena 13 ⮞ Wahlkreis Acerra 14 ⮞ Wahlkreis Casoria 16 ⮞ Wahlkreis Giugliano in Campania 28 ⮞ Wahlkreis Somma Vesuviana 20 ⮞ Wahlkreis Torre del Greco |
|                                              | Provinz Avellino (118 Gemeinden)             | alle ⮞ Wahlkreis Avellino |
|                                              | Provinz Benevento (78 Gemeinden)             | alle ⮞ Wahlkreis Benevento |
|                                              | Provinz Caserta (104 Gemeinden)              | 24 ⮞ Wahlkreis Caserta 52 ⮞ Wahlkreis Aversa 28 ⮞ Wahlkreis Benevento |
|                                              | Provinz Salerno (158 Gemeinden)              | 20 ⮞ Wahlkreis Salerno 112 ⮞ Wahlkreis Eboli 26 ⮞ Wahlkreis Scafati |

Der Wahlkreis umfasst den Teil der Gemeinde Neapel, der aus den Stadtvierteln San Ferdinando, Chiaia, San Giuseppe, Montecalvario, Avvocata, Stella, San Lorenzo, Mercato, Pendino, Porto, Posillipo, Bagnoli, Fuorigrotta, Soccavo, Pianura und Chiaiano besteht.

### Wahlergebnisse

#### Parlamentswahl 2022
| Kandidaten                          | Kandidaten          | Stimmen | %    | Listen                                                  | Stimmen | %    |
| ----------------------------------- | ------------------- | ------- | ---- | ------------------------------------------------------- | ------- | ---- |
|                                     | Sergio Costagewählt | 67.951  | 39,7 | Movimento 5 Stelle                                      | 67.951  | 39,7 |
|                                     | Luigi Di Maio       | 41.712  | 24,4 | Partito Democratico – Italia Democratica e Progressista | 27.616  | 16,1 |
| Alleanza Verdi e Sinistra           | Luigi Di Maio       | 41.712  | 24,4 | 6.336                                                   | 3,7     |      |
| Impegno Civico – Centro Democratico | Luigi Di Maio       | 41.712  | 24,4 | 4.071                                                   | 2,4     |      |
| +Europa                             | Luigi Di Maio       | 41.712  | 24,4 | 3.689                                                   | 2,2     |      |
|                                     | Mariarosaria Rossi  | 38.502  | 22,5 | Fratelli d’Italia                                       | 22.724  | 13,3 |
| Forza Italia                        | Mariarosaria Rossi  | 38.502  | 22,5 | 11.357                                                  | 6,6     |      |
| Lega per Salvini Premier            | Mariarosaria Rossi  | 38.502  | 22,5 | 3.533                                                   | 2,1     |      |
| Noi Moderati                        | Mariarosaria Rossi  | 38.502  | 22,5 | 888                                                     | 0,5     |      |
|                                     | Mara Carfagna       | 12.139  | 7,1  | Azione – Italia Viva                                    | 12.139  | 7,1  |
|                                     | Domenico Ciruzzi    | 6.616   | 3,9  | Unione Popolare                                         | 6.616   | 3,9  |
|                                     | Francesco Amodeo    | 2.159   | 1,3  | Italexit per l’Italia                                   | 2.159   | 1,3  |
|                                     | Rosa Spadafora      | 1.377   | 0,8  | Italia Sovrana e Popolare                               | 1.377   | 0,8  |
|                                     | Angela Baiano       | 559     | 0,3  | Noi di Centro – Europeisti                              | 559     | 0,3  |
| Gesamt                              | Gesamt              | 171.015 | 100  |                                                         | 171.015 | 100  |
|                                     |                     |         |      |                                                         |         |      |
| Ungültige Stimmen                   | Ungültige Stimmen   | 4.633   | 2,6  |                                                         |         |      |
| Wähler                              | Wähler              | 175.648 | 49,5 |                                                         |         |      |
| Wahlberechtigte                     | Wahlberechtigte     | 354.501 |      |                                                         |         |      |
|                                     |                     |         |      |                                                         |         |      |
| Quelle: Innenministerium            |                     |         |      |                                                         |         |      |